# Miasto Donja Stubica
Miasto Donja Stubica ( Grad Donja Stubica) – jednostka administracyjna w Chorwacji, w żupanii krapińsko-zagorskiej. W 2011 roku liczyła 5680 mieszkańców.